# Nadeschda Anatoljewna Pawlowa

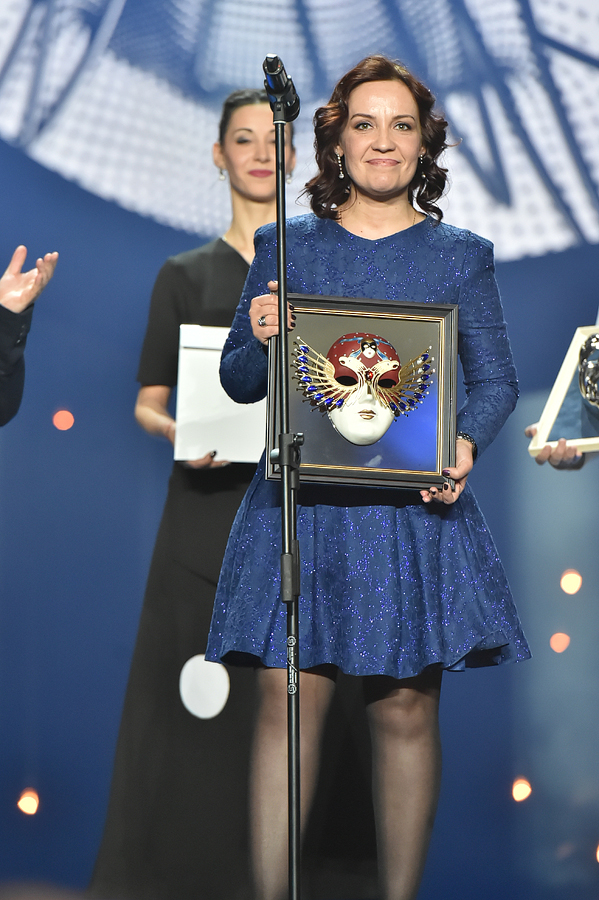
Nadezhda Pavlova, 2017

Nadeschda Anatoljewna Pawlowa (russisch Надежда Анатольевна Павлова, wiss. Transliteration Nadežda Anatol'evna Pavlova; geboren am 22. Juli 1980 in Ischewsk) ist eine russische Opernsängerin der Stimmlage Sopran. Sie zählt zum  Perm-Ensemble von Teodor Currentzis und gastierte in prominenten Opern- und Konzerthäusern Europas. 2021 debütierte sie als Donna Anna bei den Salzburger Festspielen.
Die Sängerin tritt im Westen unter der Namensschreibweise Nadezhda Pavlova auf.

## Leben und Werk
Nadezhda Pavlova schloss ihr Studium 2006 am Staatlichen Glasunow-Konservatorium im karelischen Petrosawodsk ab. Ihr erstes Engagement führte sie an das dortige Opernhaus. Seit 2012 zählt sie zum Ensemble am Opernhaus der Stadt Perm und gastierte bereits im Januar 2013 im Ausland – an der Lettischen Nationaloper in Riga übernahm sie die Violetta Valéry. An der Permer Oper konnte sie unter Leitung von Teodor Currentzis ein spezielles Rollenrepertoire aufbauen, mit zwei Schwerpunkten. Einerseits übernahm sie klassische Koloratursopranpartien, wie die Titelpartie in Gaetano Donizettis Lucia di Lammermoor, die Olympia in Jacques Offenbachs Les contes d’Hoffmann, die Adele in Johann Strauß’ Fledermaus oder die Zerbinetta in Richard Strauss' Ariadne auf Naxos. Sie sang auch Zwischenfach wie die Gilda in Verdis Rigoletto und die Musetta in Puccinis La Bohème und profilierte sich zugleich als klassischer lyrischer Sopran, beispielsweise als Fiordiligi in Mozarts Così fan tutte oder als Micaëla in Bizets Carmen. Aus dem russischen Repertoire sind zu erwähnen die Marfa in Rimski-Korsakows Zarenbraut, ihre erste Rolle in Perm, die Louisa in Prokofjews Verlobung im Kloster und die Martha in Weinbergs Die Passagierin. Im Juni 2016 errang sie einen großen persönlichen Erfolg als Violetta Valéry, der Titelpartie von Verdis La traviata, an der Oper Perm – inszeniert von Robert Wilson, dirigiert von Teodor Currentzis. Seit 2017 gastiert sie am Bolschoi-Theater von Minsk und seit der Spielzeit 2018/19 auch am Bolschoi-Theater von Moskau, wo sie als Kunigunde für eine Neuproduktion von Leonard Bernsteins Candide verpflichtet wurde. Am Moskauer Bolschoi war und ist sie auch als Meeresprinzessin Wolchowa in Rimski-Korsakows Sadko zu sehen und zu hören, in einer Inszenierung von Dmitri Tcherniakov. Im Oktober 2018 gastierte sie als Violetta Valéry in der Permer Produktion am Grand Théâtre de la Ville de Luxembourg. 2021 erfolgte das Salzburger Festspieldebüt als Donna Anna, in der Eröffnungspremiere des Don Giovanni, inszeniert von Romeo Castellucci, dirigiert von Teodor Currentzis.
Nadezhda Pavlova ist auch eine  Konzertsängerin. Einerseits verfügt sie über ein breites Liedrepertoire, andererseits reist sie oft mit Currentzis und seiner musicAeterna. Beispielsweise war sie an der Hamburger Elbphilharmonie zu hören, in der Kölner Philharmonie, am Konzerthaus Dortmund und beim Lucerne Festival. Fallweise übernimmt sie auch solistische Aufgaben in konzertanten Aufführungen – beispielsweise die Brigitta in Tschaikowskis Jolanthe oder das Sopransolo in Orffs Carmina burana.

## Auszeichnung
- 2017 Goldene Maske für ihre Darstellung der Violetta Valéry in La traviata